# Iselin Trough
Koordinaten: 71° 15′ S, 170° 14′ W
Der Iselin Trough ist eine Tiefseerinne im Rossmeer in der Antarktis.
Benannt ist die Rinne seit 1997 auf Vorschlag von Steven Cande vom Lamont-Doherty Earth Observatory. Die Benennung erfolgte in Anlehnung an die benachbarte Iselin Bank. Deren Namensgeber ist Columbus Oswald Iselin II., Ozeanograf der Woods Hole Oceanographic Institution.